# Рибордоне
Рибордо̀не (на италиански: Ribordone; на пиемонтски: Ribordon, Рибордон, на окситански: Riburda, Рибурда) е село и община в Метрополен град Торино, регион Пиемонт, Северна Италия. Разположено е на 1023 m надморска височина. Към 1 януари 2020 г. населението на общината е 49 души, без чужди граждани.